# Robert Dyer Lyons
 (avril 2023).
Si vous disposez d'ouvrages ou d'articles de référence ou si vous connaissez des sites web de qualité traitant du thème abordé ici, merci de compléter l'article en donnant les références utiles à sa vérifiabilité et en les liant à la section « Notes et références ».
Pour les articles homonymes, voir Robert Lyons et Lyons.
Robert Spencer Dyer Lyons (13 août 1826 - 19 décembre 1886) est un médecin irlandais.

## Biographie
Lyons, né à Cork en 1826, est le fils de Sir William Lyons (1794-1858), un marchand, maire en 1848 et 1849, et est fait chevalier par la reine lors de sa visite à Cork le 3 août 1849. Sa mère est Harriet, fille de Robert Spencer Dyer de Kinsale.
Robert fait ses études à Hamblin and Porter's Grammar School, Cork, et au Trinity College, Dublin, où il obtient en 1848 un baccalauréat en médecine. Il est licencié du Collège royal de chirurgie en Irlande l'année suivante et, en 1855, est nommé commissaire pathologique en chef de l'armée britannique en Crimée, où il rend compte de la maladie alors répandue dans les tranchées avant Sébastopol. Le 8 septembre 1855, il reçoit les médailles et agrafes de Crimée et de Turquie pour Sébastopol. En 1856, il épouse Marie, fille de David Richard Pigot, Lord Chief Baron of the Irish Exchequer, et de sa femme Catherine Page.
En 1857, il entreprend une mission volontaire à Lisbonne pour enquêter sur l'anatomie pathologique de la fièvre jaune qui y fait rage, et pour son rapport à ce sujet reçoit du roi Pierre V du Portugal la croix et les insignes de l'Ancien Ordre du Christ. Il rejoint ensuite le St George's Hospital de Dublin, où il prend une part active à la formation du personnel médical de l'armée. Il est également professeur de médecine à l'école de médecine de l'université catholique romaine, sénateur de l'Université royale d'Irlande en 1880, nommé pour l'Irlande au General Medical Council du Royaume-Uni le 29 novembre 1881, médecin des hôpitaux à la House of Industry et médecin invité au Maynooth College.
En 1870, il est invité par le gouvernement de Gladstone à faire partie d'une commission d'enquête sur le traitement des prisonniers irlandais pour trahison dans les prisons anglaises, et dans le cadre de cette enquête, il visite de nombreuses prisons françaises et fait un rapport sur la discipline. exercé dans ce pays. Il recommande avec enthousiasme le reboisement de l'Irlande et, avec l'accord du gouvernement, rassemble des informations sur les forêts de pays étrangers, qui sont consignées dans un article du Journal of Forestry and Estate Management, février 1883, pp. 656–9.
Il siège à la Chambre des communes du Royaume-Uni en tant que député de la ville de Dublin comme libéral d'avril 1880 jusqu'aux élections générales de 1885 et prend la parole sur la loi sur les serments parlementaires le 1er mai 1883.
Il meurt au 89 Merrion Square, Dublin, le 19 décembre 1886.

## Œuvre
- An Apology for the Microscope, 1851.

- A Handbook of Hospital Practice, or an Introduction to the Practical Study of Medicine at the Bedside, 1859.
- A Treatise on Fever, 1861.
- Intellectual Resources of Ireland. Supply and Demand for an enlarged System of Irish University Education, 1873.
- Irish Intermediate Education and the Civil Service of Cyprus, 1878.
- Forest Areas in Europe and America, and probable future Timber Supplies, 1884.